# Mongools
Het Mongools is de officiële en meest gesproken taal van Mongolië. Het is zowel het meest gesproken als het bekendste lid van de Mongoolse taalfamilie. Het aantal sprekers van alle dialecten bij elkaar bedraagt wellicht 5,2 miljoen, wat de overgrote meerderheid van de inwoners van Mongolië en veel van de etnisch Mongoolse inwoners van de Autonome Regio van Binnen-Mongolië van de Volksrepubliek China omvat. In Mongolië is het Chalcha-dialect (wat momenteel geschreven wordt in zowel Cyrillisch als Mongools schrift en soms in het Latijnse schrift op sociale media) overheersend, terwijl in Binnen-Mongolië de taal dialectisch diverser is en wordt geschreven in het traditionele Mongoolse schrift.
Sommige taalkundigen classificeren verschillende andere Mongoolse talen zoals het Boerjatisch in Oost-Siberië en het Oirat als dialecten van het Mongools, maar deze classificatie is niet in overeenstemming met de huidige internationale standaard. Andere Mongoolse talen zijn het Kalmuks, dat gesproken wordt bij de Kaspische Zee, het Moghol in Afghanistan en een aantal kleinere talen in China.
Het Mongools beschikt over klinkerharmonie en een complexe syllabische structuur voor een Mongoolse taal, die clusters van maximaal drie medeklinkers op een eindlettergreep mogelijk maakt. Het is een typische agglutinerende taal die gebruikmaakt van achtervoegselketens in de verbale en nominale domeinen. Hoewel er een basiswoordvolgorde (subject-object-predicaat) is, is de volgorde van naamwoordgroepen relatief vrij, dus grammaticale rollen worden aangegeven door een systeem van ongeveer acht naamvallen. Er zijn vijf zinsvormen. Werkwoorden worden gemarkeerd om zinsvorm, aspect, werkwoordstijd en epistemische modaliteit/evidentialiteit aan te duiden. Bij het koppelen van zinnen wordt een speciale rol gespeeld door converbs.
Het moderne Mongools is voortgekomen uit het Middelmongools, de taal die in het Mongoolse Rijk van de 13e en 14e eeuw werd gesproken. Tijdens de overgang vond een grote verschuiving plaats in het paradigma van klinkerharmonie, ontwikkelden zich lange klinkers, veranderde het naamvallensysteem lichtjes en werd het werkwoordstelsel geherstructureerd. Het Mongools is verwant aan de uitgestorven Kitan-taal. Er werd aangenomen dat Mongools gerelateerd is aan Turkse, Toengoezische, Koreaanse en Japanse talen, maar deze opvatting wordt nu door een meerderheid van (maar niet alle) vergelijkende taalkundigen als achterhaald beschouwd. Deze talen worden gegroepeerd onder de Altaïsche taalfamilie. In plaats van een gemeenschappelijke genetische oorsprong, stelden Clauson, Doerfer en Shcherbak voor dat Turkse, Mongoolse en Toengoezische talen een Sprachbund vormen. Mongoolse literatuur is goed geattesteerd sinds de 13e eeuw, maar heeft eerdere Mongoolse voorlopers in de literatuur van de Kitan en andere Xianbei-volkeren. De Bugut-inscriptie uit 584 n.chr. en de inscriptie van Hüis Tolgoi uit 604-620 n.chr. lijken de oudste ontdekte substantiële Mongoolse of Para-Mongolische teksten te zijn.

## Geografische verspreiding

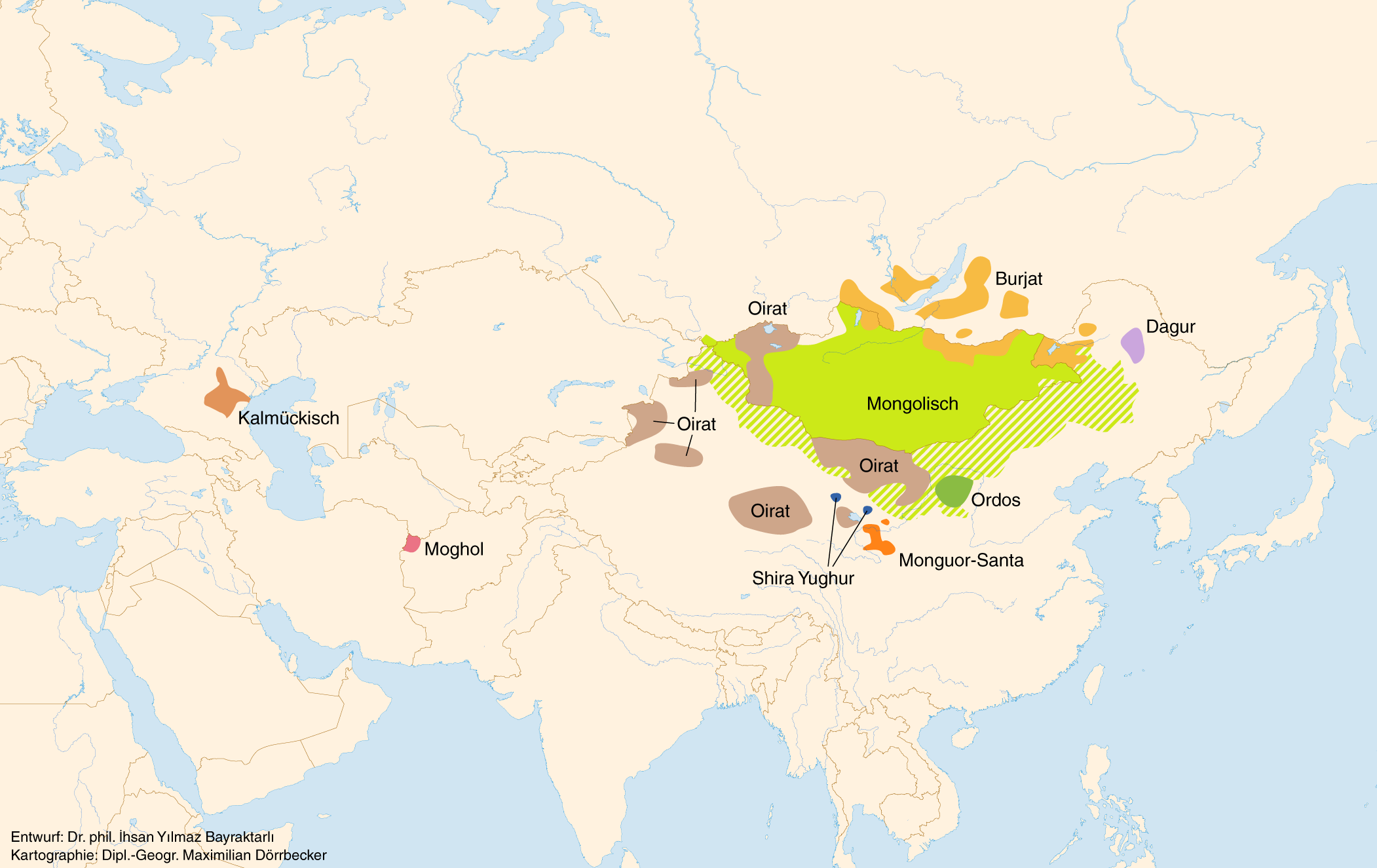
Kaart van de verschillende Mongoolse talen

Het Mongools is de officiële nationale taal van Mongolië, waar het wordt gesproken (maar niet altijd geschreven) door bijna 3,6 miljoen mensen (schatting uit 2014). Het is de officiële provinciale taal (zowel in gesproken als geschreven vormen) van Binnen-Mongolië, China, waar er ten minste 4,1 miljoen etnische Mongolen wonen. In heel China wordt de taal gesproken door ongeveer de helft van de 5,8 miljoen etnische Mongolen van het land (schatting uit 2005). Het exacte aantal Mongoolse sprekers in China is echter onbekend, aangezien de Chinese overheid geen gegevens bijhoudt over de taalvaardigheid van haar burgers. Het gebruik van het Mongools in Binnen-Mongolië is de afgelopen honderd jaar getuige geweest van perioden van achteruitgang en heropleving. De taal kende een achteruitgang tijdens de late Qing-periode, een heropleving tussen 1947 en 1965, een tweede terugval tussen 1966 en 1976, een tweede opleving tussen 1977 en 1992 en een derde afname tussen 1995 en 2012. Ondanks de achteruitgang van de Mongoolse taal in sommige stedelijke gebieden en onderwijsgebieden van Binnen-Mongolië, zal de etnische identiteit van de verstedelijkte Chinees-sprekende Mongolen waarschijnlijk overleven door de aanwezigheid van stedelijke etnisch Mongoolse gemeenschappen. De meertalige situatie in Binnen-Mongolië lijkt de inspanningen van etnische Mongolen om hun taal te behouden niet in de weg te staan. Hoewel een onbekend aantal Mongolen in China, zoals de Tümed, het vermogen om hun taal te spreken mogelijk geheel of gedeeltelijk heeft verloren, worden ze nog steeds geregistreerd als etnische Mongolen en blijven ze zichzelf ook zo identificeren. De kinderen van interetnische Mongools-Chinese huwelijken beweren ook Mongools te zijn en worden geregistreerd als etnische Mongolen.

## Classificatie en dialecten

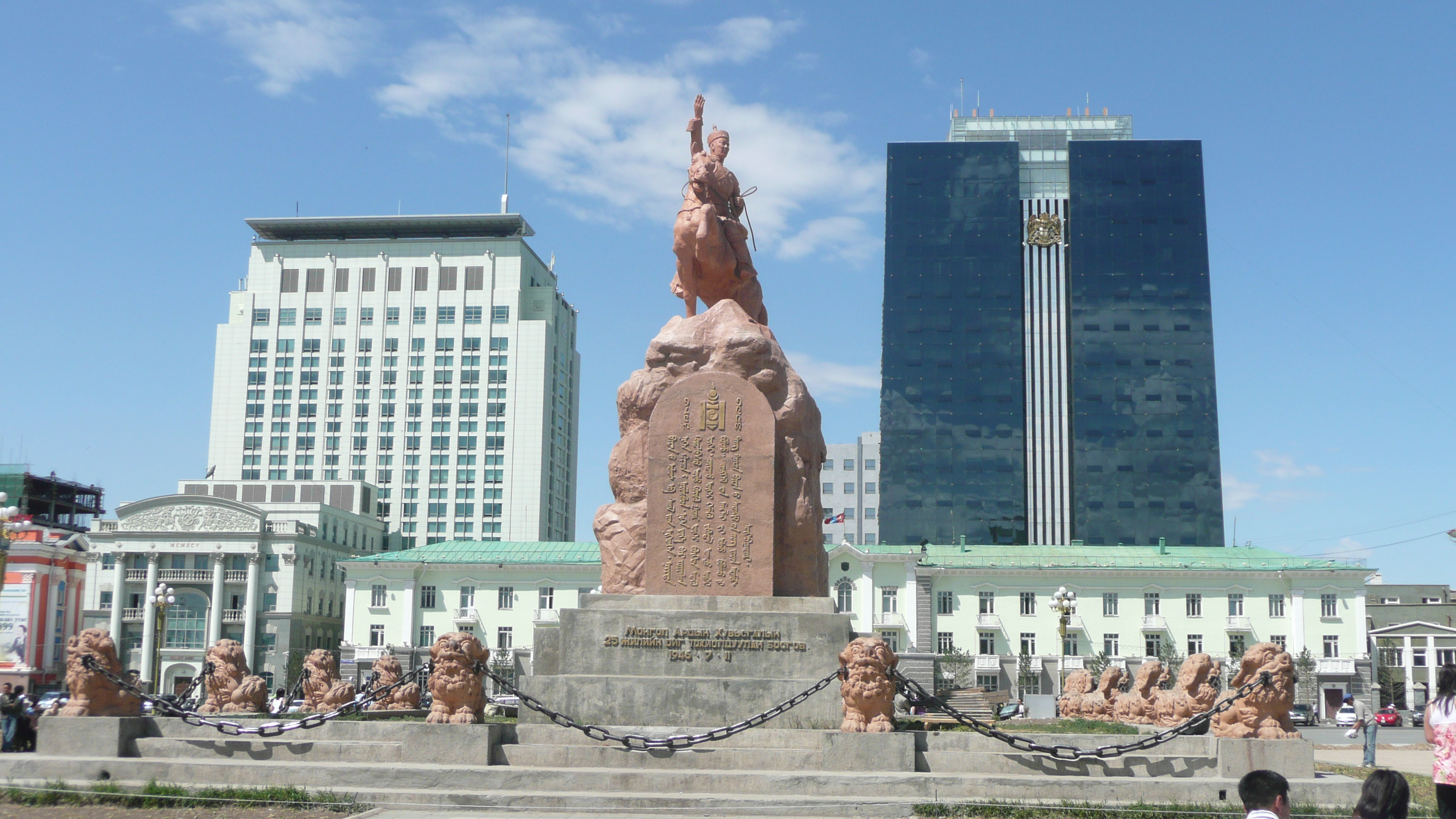
Mongools schrift en Mongools Cyrillisch op Soeche Bator's standbeeld in Ulaanbaatar

De plaats van het moderne Mongools op de chronologische stamboom van Mongoolse talen

Het Mongools behoort tot de Mongoolse talen. De afbakening van de Mongoolse taal binnen de Mongoolse taalfamilie is een veel omstreden theoretisch probleem, waarvan de oplossing wordt belemmerd door het feit dat bestaande gegevens voor de belangrijkste variëteiten niet gemakkelijk te rangschikken zijn volgens een gemeenschappelijke reeks taalcriteria. Dergelijke gegevens kunnen de historische ontwikkeling van het Mongoolse dialectcontinuüm verklaren, evenals de sociolinguïstische kwaliteiten ervan. Hoewel fonologische en lexicale studies relatief goed ontwikkeld zijn, moet de basis nog worden gelegd voor een vergelijkende morfosyntactische studie, bijvoorbeeld tussen zeer diverse variëteiten als Chalcha en Khorchin.
In Juha Janhunen's boek getiteld "Mongools", groepeert hij de Mongoolse taalfamilie tot vier verschillende taalkundige takken:
- de Dagur-tak, die alleen uit Dagur-taal bestaat, die wordt gesproken in het noordoostelijke deel van Mantsjoerije in China, met name in de Morin Dawa Daur Autonome Vlag van Hulunbuir, en in het district Meilisi Daur van Qiqihar, Heilongjiang.
- de Moghol-tak, die alleen uit de Moghol-taal bestaat, die in Afghanistan wordt gesproken, en mogelijk is uitgestorven.
- de Shirongolische (of Zuid-Mongolische) tak, die uit ongeveer 7 talen bestaat en die in de regio Amdo van Tibet wordt gesproken.
- De Algemeen Mongoolse (of Centraal Mongoolse - zie Mongoolse talen) tak, bestaande uit ongeveer 6 talen, die centraal wordt gesproken in Mongolië, evenals Mantsjoerije en Binnen-Mongolië in het oosten, Ordos in het zuiden, Dzjoengarije in het westen en Siberië in het noorden.

De tak "Algemeen Mongools" (of Centraal-Mongools) van de Mongoolse taalfamilie wordt gegroepeerd als volgt:
- Chalcha (Xalx), of de Chalcha-groep van dialecten, wordt centraal gesproken in Mongolië, maar sommige dialecten, bijv. Chakhar worden ook gesproken in de regio Binnen-Mongolië in China.
- Khorchin (Xorcen) of de Khorchin-groep van dialecten wordt gesproken in het oosten, in de oostelijke delen van Binnen-Mongolië en Mantsjoerije.
- Ordos ('Ordes) wordt gesproken in het zuiden, in de stad Ordos in Binnen-Mongolië.
- Oirat (Oired), wordt gesproken in het westen, in Dzjoengarije.
- Khamnigan (Xamyen'gen) of Khamnigan Mongools wordt gesproken in het noordoosten, in het noordoosten van Mongolië en ook in het noordwesten van Mantsjoerije in China.
- Boerjatisch (Bouryaad) wordt gesproken in het noorden, in de Republiek Boerjatië van Rusland, evenals de Barga (Bargu) regio van de Hulunbuir Unie in de regio Binnen-Mongolië in China.

Er bestaat geen onenigheid over het feit dat het Chalcha-dialect van de Mongoolse staat Mongools is. Echter wordt de status van bepaalde variëteiten in de Mongoolse groep - of het nu talen zijn die verschillen van het Mongools of gewoon Mongoolse dialecten zijn - betwist. Er zijn ten minste drie van dergelijke variëteiten: het Oirat (inclusief de Kalmukse variëteit) en Boerjatisch, die beide in Rusland, Mongolië en China worden gesproken; en Ordos, gesproken rond de stad Ordos in Binnen-Mongolië. De invloedrijke classificatie van Sanžeev (1953) stelt een 'Mongoolse taal' voor, bestaande uit slechts de drie dialecten Chalcha, Chakhar en Ordos, waarbij Boerjatisch en Oirat als onafhankelijke talen werden beschouwd. Aan de andere kant stelde Luvsanvandan (1959) een veel bredere "Mongoolse taal" voor, bestaande uit een centraal dialect (Chalcha, Chakhar, Ordos), een oostelijk dialect (Kharchin, Khorchin), een westers dialect (Oirat, Kalmuks) en een noordelijk dialect (bestaande uit twee Boerjatische varianten). Bovendien stelt het "taalbeleid in de Volksrepubliek China: theorie en praktijk sinds 1949" dat Mongools in vier dialecten kan worden ingedeeld: het Chalcha-dialect in het midden, het Horcin-Haracin-dialect in het oosten, Oriat-Hilimag in het westen, en Bargu-Buriyad in het noorden.
Sommige westerse geleerden stellen dat de relatief goed onderzochte Ordos-variëteit een onafhankelijke taal is vanwege zijn conservatieve lettergreepstructuur en foneeminventaris. Hoewel de onderverdeling van een variëteit als Alasha, (die onder de culturele invloed staat van Binnen-Mongolië maar historisch verbonden is met Oirat) en van andere grensvariëteiten zoals Darkhad, hoogstwaarschijnlijk problematisch blijft in elke classificatie, blijft het grootste probleem de vraag hoe Chakhar, Chalcha en Khorchin in relatie tot elkaar en in relatie tot Boerjatisch en Oirat moeten worden geclassificeerd. De splitsing van [tʃ] in [tʃ] vóór * i en [ts] vóór alle andere gereconstrueerde klinkers, die in Mongolië maar niet in Binnen-Mongolië voorkomt, wordt vaak aangehaald als een fundamenteel onderscheid, bijvoorbeeld Proto-Mongolisch [*tʃil], Khalkha /tʃiɮ/, Chakhar /tʃil/ 'jaar' tegenover Proto-Mongools [*tʃøhelen], Chalcha /tso:ɮəŋ/, Chakhar /tʃo:ləŋ/ 'weinig'. Aan de andere kant wordt de splitsing tussen de verbale achtervoegsels in de verleden tijd - [sŋ] in de centrale variëteiten vs. - [dʒɛː] in de oosterse variëteiten meestal gezien als louter een stochastisch verschil.
In Binnen-Mongolië verdeelt het officiële taalbeleid de Mongoolse taal in drie dialecten: Zuid-Mongools, Oirat en Barghu-Boerjat. Zuid-Mongools zou bestaan uit Chakhar, Ordos, Baarin, Khorchin, Kharchin en Alasha. De autoriteiten hebben een literaire standaard voor het Mongools opgesteld, waarvan de grammatica zou zijn gebaseerd op het Zuid-Mongools en waarvan de uitspraak is gebaseerd op het Chakhar-dialect zoals gesproken in de Effen Blauwe Vendel. Dialectologisch echter liggen de westelijke Zuid-Mongoolse dialecten dichter bij Chalcha dan bij de oostelijke Zuid-Mongoolse dialecten: Chakhar ligt bijvoorbeeld dichter bij Chalcha dan bij Khorchin.

### Lijst met dialecten
Juha Janhunen (2003:179) somt de volgende Mongoolse dialecten op, waarvan de meeste in Binnen-Mongolië worden gesproken.
- Jerim-groep
  - Khorchin (Qurciv)
  - Jasagtu (Jasaqdu)
  - Jarut (Jarut)
  - Jalait (Jalajit)
  - Dörbet (Tuirbat)
  - Gorlos (Qhurlus)
- Juu Uda-groep
  - Aru Khorchin (vAru Qurciv)
  - Baarin (Baqhariv)
  - Ongniut (vUvgniqhut)
  - Naiman (Naimav)
  - Aokhan (vAuqav)
- Josotu-groep
  - Kharachin (Qaraciv)
  - Tümet (Tuimat)
- Ulan Tsab-groep
  - Chakhar (Caqar)
  - Urat (vUrat)
  - Darkhan (Tarqav)
  - Muumingan (Muumivgqhav)
  - Dörben Küüket (Tuirbav Gaugat)
  - Keshigten (Gasigdav)
- Shilingol-groep
  - Üdzümüchin (vUiczumuciv)
  - Khuuchit (Qaqhucit)
  - Abaga (vAbaqhe)
  - Abaganar (vAbaqhanar)
  - Sönit (Suinit)
- Buiten-Mongoolse groep
  - Chalcha (Qalqe)
  - Khotogoit (Quduqhujit)
  - Darkhat (Tarqat)
  - Tsongol (Cuvgqhul)
  - Sartul (Sartaqhul)
  - Dariganga (Tariqhavgqhe)

## Schrift

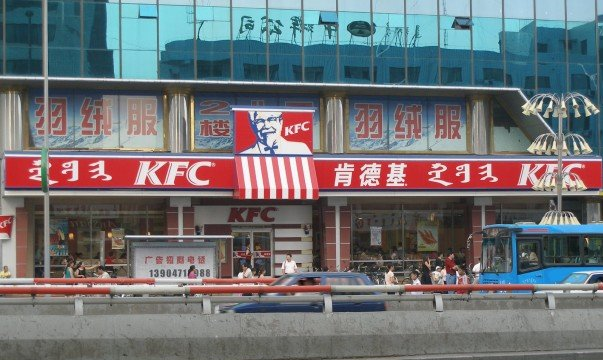
Een KFC in Hohhot, de hoofdstad van Binnen-Mongolië, China, met een drietalig bord in het Chinees, Mongools in het Mongoolse schrift en het Engels.

Het Mongools wordt in verschillende schriften geschreven. Het Mongoolse schrift werd gecreëerd in de 12e eeuw en heeft sindsdien een aantal transformaties ondergaan. In 1941 is het schrift in Mongolië vervangen door een aangepast cyrillisch schrift/(Russisch Mongools). Het nieuwe alfabet is gelijk aan het Russische alfabet met als extra letters de ө (eu) en de ү (oe). China is nu het enige land waar het Mongoolse schrift wordt gebruikt in plaats van cyrillisch schrift. De overheid van Mongolië heeft in 2020 besloten dat het cyrillische schrift in 2025 weer plaats gemaakt moet hebben voor het Mongoolse. Op dit moment wordt het in Mongolië niet vaak gebruikt, maar op de Mongoolse bankbiljetten staan wel zinnen in dit schrifttype.
| Pos. | Cyrillisch | Naam                                             | IPA            | ISO 9 | Uitspraak                                     |
| ---- | ---------- | ------------------------------------------------ | -------------- | ----- | --------------------------------------------- |
| 1    | Аа         | а (aa)                                           | a              | a     | a                                             |
| 2    | Бб         | бэ (bè)                                          | p, p           | b     | b                                             |
| 3    | Вв         | вэ (vè)                                          | w̜, w̜ʲ          | v     | v/w                                           |
| 4    | Гг         | гэ (gè)                                          | ɡ, ɡʲ, ɢ       | g     | g (zoals in het Engels, Frans en Duits)       |
| 5    | Дд         | дэ (dè)                                          | t, tʲ          | d     | d                                             |
| 6    | Ее         | е (je)                                           | ji~jθ          | e     | je                                            |
| 7    | Ёё         | ё (jo)                                           | jɔ             | ë     | jo                                            |
| 8    | Жж         | жэ (djè)                                         | tʃ             | ž     | zj                                            |
| 9    | Зз         | зэ (tzè)                                         | ts             | z     | ts/z                                          |
| 10   | Ии         | и (ie)                                           | i              | i     | i                                             |
| 11   | Йй         | хагас и (chagas ie, halve ie)                    | i              | j     | j                                             |
| 12   | Кк         | ка (ka)                                          | kʰ, kʲʰ, x, xʲ | k     | k                                             |
| 13   | Лл         | эл (èl)                                          | ɮ, ɮʲ          | l     | l                                             |
| 14   | Мм         | эм (èm)                                          | m, mʲ          | m     | m                                             |
| 15   | Нн         | эн (èn)                                          | n, nʲ, ŋ       | n     | n                                             |
| 16   | Оо         | о (oo)                                           | ɔ              | o     | o                                             |
| 17   | Өө         | ө (ö)                                            | ө~o            | ô     | eu/ö (zoals in het Duits)                     |
| 18   | Пп         | пэ (pè)                                          | pʰ, pʰʲ        | p     | p                                             |
| 19   | Рр         | эр (èr)                                          | r, rʲ          | r     | r                                             |
| 20   | Сс         | эс (ès)                                          | s              | s     | s                                             |
| 21   | Тт         | тэ (tè)                                          | tʰ, tʰʲ        | t     | t                                             |
| 22   | Уу         | у (oe)                                           | ʊ              | u     | oe (vanuit de keel)                           |
| 23   | Үү         | ү (ü)                                            | u              | ü     | oe (voor in de mond)                          |
| 24   | Фф         | фэ, фа, эф (fè, faa, èf)                         | f, pʰ          | f     | f                                             |
| 25   | Хх         | хэ, ха (chè, cha)                                | x, xʲ          | h     | g (zowel hard als zacht)                      |
| 26   | Цц         | цэ (tsè)                                         | tsʰ            | c     | ts                                            |
| 27   | Чч         | чэ (tjè)                                         | tʃʰ            | č     | tsj                                           |
| 28   | Шш         | ша, эш (sja, èsj)                                | ʃ              | š     | sj                                            |
| 29   | Щщ         | ща, эшчэ (sjtja, èshtjè)                         | (ʃt͡ʃ))         | ŝ     | sjtsj                                         |
| 30   | Ъъ         | хатуугийн тэмдэг (chatoegien tèmdèg, hard teken) | geen           | ʺ     | " (maakt de klinker ervoor harder van klank)  |
| 31   | Ыы         | эр үгийн ы (èr oegien ie, mannelijke ie)         | i              | y     | ie                                            |
| 32   | Ьь         | зөөлний тэмдэг (tzeulnie tèmdèg, zacht teken)    | ʲ              | ʹ     | ' (maakt de klinker ervoor zachter van klank) |
| 33   | Ээ         | э (è)                                            | e~i            | è     | è/ì                                           |
| 34   | Юю         | ю (joe)                                          | jʊ, ju         | û     | joe                                           |
| 35   | Яя         | я (ja)                                           | ja             | â     | ja                                            |